# Zgromadzenie Państwowe (Słowenia)
Zgromadzenie Państwowe (sł. Državni zbor) – izba niższa parlamentu Słowenii, składająca się z 90 członków wybieranych na czteroletnią kadencję. 88 miejsc obsadzanych jest z zastosowaniem tzw. ordynacji mieszanej, łączącej elementy ordynacji proporcjonalnej i większościowej. Specjalne okręgi wyborcze przeznaczone są dla mniejszości narodowych: włoskiej i węgierskiej. Każda z nich ma zagwarantowane jedno miejsce w parlamencie. W okręgach mniejszości stosuje się metodę Bordy.
Czynne i bierne prawo wyborcze przysługuje obywatelom słoweńskim w wieku co najmniej 18 lat, posiadającym pełnię praw publicznych.

## Zobacz także
- Lista przewodniczących Zgromadzenia Narodowego Słowenii